# Disco Extravaganza
Disco Extravaganza es el primer álbum de estudio del grupo de pop sueco Army of Lovers, publicado en 1990. En los EE. UU. fue titulado simplemente Army of Lovers. La lista de canciones es ligeramente diferente y se hicieron remixes de algunas de ellas para la versión estadounidense. «Supernatural» y «Ride The Bullet» fueron regrabadas por su inclusión en Massive Luxury Overdose, el segundo y más exitoso álbum de la banda («My Army Of Lovers» fue también incluida, pero no regrabada). El álbum estaba inicialmente planeado solo para su estreno en Escandinavia, pero en invierno de 1990/91 cuando actuaron en Super Channel-show, les vieron 40 millones de personas en Japón y el álbum fue publicado allí también. Después de 4 meses el álbum seguía en el Top 50 de Japón. Una versión remasterizada del álbum se publicó en 2007.
La canción «Viva La Vogue» fue utilizada en la banda sonora de la película de comedia No le digas a mamá que la canguro ha muerto.
La canción «Birds of Prey» es una fiel interpretación de la primera sección de la «Birds of Prey» original, la primera pista del álbum de 1976 de United Artists «New Nation», de Roderick Falconer.

## Lista de canciones
1. Birds of Prey (1:11)
2. Ride the Bullet (4:17)
3. Supernatural (4:11)
4. Viva la Vogue (3:33)
5. Shoot That Laserbeam (Versión regrabada) (4:23)
6. Love Me Like a Loaded Gun (Remix de 1990) (4:58)
7. Baby's Got a Neutron Bomb (Remix de 1990) (3:24)
8. Love Revolution (3:59)
9. Scorpio Rising (4:33)
10. Mondo Trasho (4:24)
11. Dog (4:05)
12. My Army of Lovers (3:28)
13. Hey Mr. DJ (3:46)
14. I Am the Amazon (Remix de 1990) (4:14)
15. Planet Coma 3AM (3:56)

Algunas pistas como «Love Me Like A Loaded Gun», «Ride The Bullet» y «Supernatural» fueron regrabadas más tarde para ser ofrecidas como sencillos más atractivos.

## Créditos
Diseño [Portada] – Marie Sundström-Wollbeck 

Dirigido por [Videoclips] – Fredrik Boklund, Martin Persson 

Productor ejecutivo – Ola Håkansson 

Mezclado por – Emil Hellman (pistas: 1 a 11, 13 a 15) 

Otro [Vestuario adicional] – Henric Stacy 

Otro [Peluquería y maquillaje] – Jean-Pierre Barda 

Otro [Supervisor promocional] – Jonas Holst 

Otro [Estilista] – Camilla Thulin 

Fotografía por – Kent Billeqvist 

Programado por – Magnus Frykberg (pistas: 1, 3 a 11, 13 a 15) 

Voz, bajo – La Camilla 

Voz, ordenador – Alexander Bard 

Voz, batería – Jean-Pierre Barda
- Datos: Q1942424